# Угровец (замок)
Замок Угровец (словац. Uhrovský hrad) — средневековый оборонный замок расположен на западе Словакии в Тренчинском крае в районе Бановце-над-Бебравоу.
Расположен в южной части горного массива Стражовске-Врхи над селом Угровске Подградье.

## История
Вероятно, был построен примерно в середине неизвестен, после разрушительного монгольского нашествия на польские и венгерские земли в 1240-е годы. Впервые упоминается в письменной форме в 1295 году как Castrum Ugrog. Был возведён на высоте 591 м над уровнем моря.
Учитывая расположение замка (глубоко в горах, на высоком хребте, вдали от крупных поселений и торговых путей), вероятно, замок строился как укреплённое убежище для одного из могущественных родов на случай будущих угроз. Вначале принадлежал Матушу Чаку, «некоронованному королю» западной и центральной Словакии, которая в ту пору входила в состав Венгрии, затем перешёл к его сыну Петру. В 1321 году перешёл в собственность венгерского короля Карла Роберта.
В 1388 или 1389 годах император Сигизмунд передал замок воеводе Трансильвании Сцибору из Сцибожице. Позже король Германии Альбрехт II подарил его своей жене Елизавете Люксембургской.

## Архитектура
Первоначальный вид замка, который является одним из старейших сохранившихся светских зданий в Словакии — неизвестен. Планировка замка, сохранившиеся стены и мелкие архитектурные элементы несут следы романской архитектуры, что позволяет датировать постройку первой половиной тринадцатого века или началом XIV века. Самые старые постройки возводились на скалистом возвышении хребта. Они были сосредоточены вокруг треугольного двора, доступного через ворота с башней. Небольшая часовня, расположенная в самом конце скалистого отрога, была пристроена к огромному дворцу, возвышавшемуся над постройками. Планировка этой романской части замка вместе с созданными в то время фрагментами оборонительных стен не были стёрты позднейшими перестройками и сохранились до наших дней.
В XIV веке Сцибор из Сцибожице построил новый готический дворец в северо-западной стороне внутреннего двора. Следующие владельцы, семья Зай, построили комплекс из двух башен в нижнем дворе в XVI веке, сделав его сильно укреплённым передним двором. Были здесь также и хозяйственные постройки. К авангарду вёл мост на столбах, перекинутый через траншею, составлявшую ещё один элемент обороны.
По сохранившейся иконографической документации известно, что даже на рубеже XVIII и XIX веков замковые постройки находились в хорошем состоянии.
Ныне разрушение замка, продолжающееся с XVIII века, продолжается. В 2004 году обрушилась значительная часть стен одного из привратных зданий, повреждённых эрозией. Руины в настоящее время находятся на попечении общественного фонда Občianske združenie Hrad Uhrovec, созданного специально для этой цели.